# Hanan Keren
Hanan Keren (in ebraico חנן קרן‎?; 9 febbraio 1952) è un ex cestista israeliano.

## Carriera
Con Israele ha partecipato a quattro edizioni dei Campionati europei (1971, 1973, 1975, 1977).

## Palmarès
- Campionato israeliano: 5

Maccabi Tel Aviv: 1977-78, 1978-79, 1979-80, 1980-81, 1981-82
- Coppa di Israele: 5

Maccabi Tel Aviv: 1977-78, 1978-79, 1979-80, 1980-81, 1981-82
- Coppa dei Campioni: 1

Maccabi Tel Aviv: 1980-81
- Coppa Intercontinentale: 1

Maccabi Tel Aviv: 1980